# شهرستان یانگ‌یانگ
شهرستان یانگ‌یانگ (به کره‌ای: 양양군) یک شهرستان در شمال‌شرق کره جنوبی (مرکز-شرقی شبه‌جزیره کره) است که در تابعیت استان گانگوون قرار دارد.
شهرستان یانگ‌یانگ ۶۲۸٫۹۰ کیلومتر مربع مساحت و ۲۷٬۳۹۸ نفر جمعیت دارد.

## تاریخ
در آوریل سال ۱۹۱۴ میلادی، در دوران حاکمیت استعماری ژاپن بر کره، در تابعیت استان (تاریخی) گانگوون، «شهرستان یانگ‌یانگ» با ۷ قصبه قرار داشت. این قصبه‌ها شامل: دوچون [도천면]، سون‌یانگ [손양면]، غربی (سو) [서면]، گانگ‌هوین [강현면]، گونّه [군내면]، هیون‌بوک [현북면]، هیون‌نام [현남면].
در مه سال ۱۹۱۹ میلادی، دو قصبهٔ «توسونگ» [토성면] و «جوگوانگ» [죽왕면] از شهرستان (تاریخی) گوسونگ (پیش از تقسیم) به شهرستان یانگ‌یانگ پیوستند.
در ژوئیه ۱۹۳۷ میلادی، قصبهٔ «دوچون» به «سوکچو» [속초면] تغییر نام یافت. مرکز اداری قصبه نیز از روستای «ده‌پو» به روستای «سوکچو» انتقال یافت.
در اکتبر سال ۱۹۴۲ میلادی، قصبهٔ «سوکچو» به شهرک [속초읍] ارتقاء یافته.
پس از استقلال کره از ژاپن در سال ۱۹۴۵ میلادی، این کشور به دو نیمه تقسیم شد. مرز بین دو کره در آن زمان، مدار ۳۸ درجه شمالی در نظر گرفته شده بود. این مدار از میان استان (تاریخی) گانگوون و از میان شهرستان یانگ‌یانگ عبور می‌کند. در نتیجه استان گانگوون به نیمهٔ شمالی و نیمهٔ جنوبی تقسیم شد. بیشتر اراضی این شهرستان، منجمله قصبهٔ یانگ‌یانگ، در شمال این مدار قرار گرفتند.
در نتیجه، بین سال‌های ۱۹۴۵ و ۱۹۵۳ میلادی، این شهرستان در استان (شمالی)‌ گانگوون قرار داشت. نیمهٔ جنوبی این شهرستان فاقد شهریت و مرکزیت بود، و به همین دلیل در سپتامبر ۱۹۴۵ منحل شده و به شهرستان گانگ‌نونگ ملصق شد. تمامی قصبهٔ «هیون‌نام» در جنوب مرز قرار گرفت. قصبهٔ «هیون‌بِک» به دو نیمهٔ هم‌نام در دو کره تقسیم شد. و قصبهٔ «غربی (سو)» به دو نیمه تقسیم شد، که نیمهٔ شمالی آن در کره شمالی نام خود را حفظ کرده، و نیمهٔ جنوبی، در حین ضمیمه شدن به شهرستان گانگ‌نونگ، به «شین‌سو (غربی جدید)» [신서면] تغییر نام داد.
با پایان جنگ کره در سال ۱۹۵۳ میلادی و امضای آتش‌بس بین کره شمالی و ایالات متحده آمریکا، تمامی اراضی این شهرستان تحت حاکمیت کره جنوبی قرار گرفت. در نتیجه، در نوامبر ۱۹۵۴ میلادی، این شهرستان، تحت مدیریت استان (جنوبی) گانگوون مجددا تاسیس شد. اراضی قصبه‌های «هیون‌بک» و «سو (غربی)» به طور کامل مانند سابق در این شهرستان قرار گرفتند. اما قصبهٔ «هیون‌نام» در شهرستان گانگ‌نونگ باقی ماند.
در سپتامبر سال ۱۹۵۵ میلادی، «شهرک گانگ‌نونگ» به دو قصبهٔ «سونگدوک» و «گیونگپو» ادغام شده، از شهرستان گانگ‌نونگ جدا شده، و «شهر گانگ‌نونگ» را تشکیل دادند. ۲ شهرک و ۸ قصبهٔ دیگر (منجمله «قصبهٔ هیون‌نام»)، در تابعیت «شهرستان گانگ‌نونگ» باقی ماندند. نام این شهرستان، از «گانگ‌نونگ» به «میونگجو» [명주군] تغییر کرد.
در ژانویه سال ۱۹۶۳ میلادی، شهرک سوکچو از این شهرستان جدا شده و به «شهر در سطح شهرستان» ارتقاء یافت. قصبه‌های «توسونگ» و «جوگوانگ» از این شهرستان به شهرستان گوسونگ ملحق شده، و قصبهٔ هیون‌نام از شهرستان میونگجو به این شهرستان ملحق شد.
در ماه مه ۱۹۷۹، قصبهٔ یانگ‌یانگ، مرکز این شهرستان، به «شهرک» ارتقاء یافت.

## تقسیمات اداری
شهرستان یانگ‌یانگ به ۱ شهرک و ۵ قصبهٔ تابعه تقسیم شده است. در تابعیت این تقسیمات اداری، در مجموع ۱۲۰ عدد روستا وجود دارد.
|               |                |        |                               |                               |                      |            |        |  |  |  |
| نام           | کره‌ای (هانگول) | هانجا  | برگردان لاتین (نظام اصلاح‌شده) | برگردان لاتین (مک‌کیون–ریشاور) | مساحت (کیلومتر مربع) | جمعیت-۲۰۲۵ | خانوار |  |  |  |
| شهرک یانگ‌یانگ | 양양읍         | 襄陽邑 | Yangyang-eup                  | Yangyang-ŭp                   | ۳۲٫۳۵                | ۱۲٬۴۰۷     | ۶٬۲۶۶  |  |  |  |
| قصبه سو (غرب) | 서면           | 西面   | Seo-myeon                     | Sŏ-myŏn                       | ۲۶۸٫۰۶               | ۲٬۶۷۱      | ۱٬۴۷۴  |  |  |  |
| قصبه سون‌یانگ  | 손양면         | 巽陽面 | Sonyang-myeon                 | Sonyang-myŏn                  | ۴۷٫۳۲                | ۲٬۲۰۳      | ۱٬۲۴۹  |  |  |  |
| قصبه گانگ‌هیون | 강현면         | 降峴面 | Ganghyeon-myeon               | Kanghyŏn-myŏn                 | ۵۲٫۷۸                | ۴٬۵۷۶      | ۲٬۶۰۷  |  |  |  |
| قصبه هیون‌بوک  | 현북면         | 縣北面 | Hyeonbuk-myeon                | Hyŏnbuk-myŏn                  | ۱۶۴٫۴۷               | ۲٬۶۱۶      | ۱٬۵۹۸  |  |  |  |
| قصبه هیون‌نام  | 현남면         | 縣南面 | Hyeonnam-myeon                | Hyŏnnam-myŏn                  | ۶۴٫۳۴                | ۲٬۹۲۵      | ۱٬۷۷۲  |  |  |  |

### لیست روستاها
شهرک یانگ‌یانگ
| - ایمچون (임천리، Imcheon‑ri) - پوول (포월리، Powol‑ri) - جوسان (조산리، Josan‑ri) - جونگسون (정손리، Jeongson‑ri) - چونگ‌گوک (청곡리، Cheonggok‑ri) - ساچون (사천리، Sacheon‑ri) - سومون (서문리، Seomun‑ri) | - سونگام (송암리، Songam‑ri) - سونگنه (성내리، Seongnae‑ri) - گامگوک (감곡리، Gamgok‑ri) - گوگیو (구교리، Gugyo‑ri) - گوماری (거마리، Geomari‑ri) - گونهِنگ (군행리، Gunhaeng‑ri) - گی (기리، Gi‑ri) | - نام‌‌مون (남문리، Nammun‑ri) - نه‌گوک (내곡리، Naegok‑ri) - وول (월리، Wol‑ri) - هواریل (화일리، Hwaril‑ri) - یونچانگ (연창리، Yeonchang‑ri) |

قصبه سو (غرب)
| - اوسِک (오색리، Osaek‑ri) - بوکام (북암리، Bukam‑ri) - بوک‌پیونگ (북평리، Bukpyeong‑ri) - بومبو (범부리، Beombu‑ri) - جانگ‌سونگ (장승리، Jangseung‑ri) - سانگ‌پیونگ (상평리، Sangpyeong‑ri) - سو (수리، Su‑ri) | - سوریم (서림리، Seorim‑ri) - سوسون (서선리، Seoseon‑ri) - سونگ‌چون (송천리، Songcheon‑ri) - سونگو (송어리، Songeo‑ri) - گاراپی (가라피리، Garapi‑ri) - گالچون (갈천리، Galcheon‑ri) - گونگسوجون (공수전리، Gongsujeon‑ri) | - میچون (미천리، Micheon‑ri) - نون‌هوا (논화리، Nonhwa‑ri) - نه‌هیون (내현리، Naehyeon‑ri) - یونگچون (용천리، Yongcheon‑ri) - یونگ‌دوک (영덕리، Yeongdeok‑ri) - یونگسو (용소리، Yongso‑ri) |

قصبه سون‌یانگ
| - اوسان (오산리، Osan‑ri) - اوئام (우암리، Uam‑ri) - بوسوچی (부소치리، Busochi‑ri) - جو (주리، Ju‑ri) - دونگهو (동호리، Dongho‑ri) - دوهوا (도화리، Dohwa‑ri) - ساپجون (삽존리، Sapjon‑ri) - سانگواندو (상왕도리، Sangwangdo‑ri) | - سانگون (상운리، Sangun‑ri) - سانگ‌یانگ‌هیول (상양혈리، Sangyanghyeol‑ri) - سوسان (수산리، Susan‑ri) - سوک‌گیه (석계리، Seokgye‑ri) - سونگجون (송전리، Songjeon‑ri) - سونگ‌هیون (송현리، Songhyeon‑ri) - سویو (수여리، Suyeo‑ri) - گاپیونگ (가평리، Gapyeong‑ri) | - گان (간리، Gan‑ri) - گومگانگ (금강리، Geumgang‑ri) - میریانگ (밀양리، Miryang‑ri) - وا (와리، Wa‑ri) - هاکپو (학포리، Hakpo‑ri) - هاوانگدو (하왕도리، Hawangdo‑ri) - هایانگ‌هیول (하양혈리، Hayanghyeol‑ri) - یئونپو (여운포리، Yeounpo‑ri) |

قصبه گانگ‌هیون
| - بانگ‌چوک (방축리، Bangchuk‑ri) - جانگسان (장산리، Jangsan‑ri) - جوچونگ (주청리، Jucheong‑ri) - جوگون (적은리، Jeogeun‑ri) - جونجین (전진리، Jeonjin‑ri) - جونگام (정암리، Jeongam‑ri) - جونگ‌بوگ (중복리، Jungbok‑ri) - چیم‌گیو (침교리، Chimgyo‑ri) | - داپ (답리، Dap‑ri) - دونجون (둔전리، Dunjeon‑ri) - ساگیو (사교리، Sagyo‑ri) - سانگبوک (상복리، Sangbok‑ri) - سوک‌گیو (석교리، Seokgyo‑ri) - گانگسون (강선리، Gangseon‑ri) - گانگوک (간곡리، Gangok‑ri) - گوانگ‌سوک (광석리، Gwangseok‑ri) | - گومپونگ (금풍리، Geumpung‑ri) - مولچی (물치리، Mulchi‑ri) - مولگاپ (물갑리، Mulgap‑ri) - هابوک (하복리، Habok‑ri) - هوریونگ (회룡리، Hoeryong‑ri) - یونگهو (용호리، Yongho‑ri) |

قصبه هیون‌بوک
| - اوسونگجون (어성전리، Eoseongjeon‑ri) - بوپسوچی (법수치리، Beopsuchi‑ri) - جانگ (장리، Jang‑ri) - جان‌گیو (잔교리، Jangyo‑ri) - جونگ‌گوانگجونگ (중광정리، Junggwangjeong‑ri) | - دو (도리، Do‑ri) - ده‌چی (대치리، Daechi‑ri) - سانگ‌گوانگجونگ (상광정리، Sanggwangjeong‑ri) - گیسامون (기사문리، Gisamun‑ri) - مالگوک (말곡리، Malgok‑ri) | - میونگجی (명지리، Myeongji‑ri) - میونوکچی (면옥치리، Myeonokchi‑ri) - وونیل‌جون (원일전리، Woniljeon‑ri) - هاگوانگجونگ (하광정리، Hagwangjeong‑ri) |

قصبه هیون‌نام
| - ایپام (입암리، Ipam‑ri) - ایمهوجونگ (임호정리، Imhojeong‑ri) - این‌گو (인구리، Ingu‑ri) - بوک‌بون (북분리، Bukbun‑ri) - جو (주리، Ju‑ri) - جوک (죽리، Juk‑ri) - جونپومه (전포매리، Jeonpomae‑ri) | - جونگجا (정자리، Jeongja‑ri) - جی (지리، Ji‑ri) - جیگیونگ (지경리، Jigyeong‑ri) - چانگ (창리، Chang‑ri) - دو (두리، Du‑ri) - دونگسان (동산리، Dongsan‑ri) - سانگ‌وولچون (상월천리، Sangwolcheon‑ri) | - شیبیون (시변리، Sibyeon‑ri) - گوانگجین (광진리، Gwangjin‑ri) - گیونبول (견불리، Gyeonbul‑ri) - نامه (남애리، Namae‑ri) - وونپو (원포리، Wonpo‑ri) - هاوولچون (하월천리، Hawolcheon‑ri) - هوپومه (후포매리، Hupomae‑ri) |